# Costa Brava

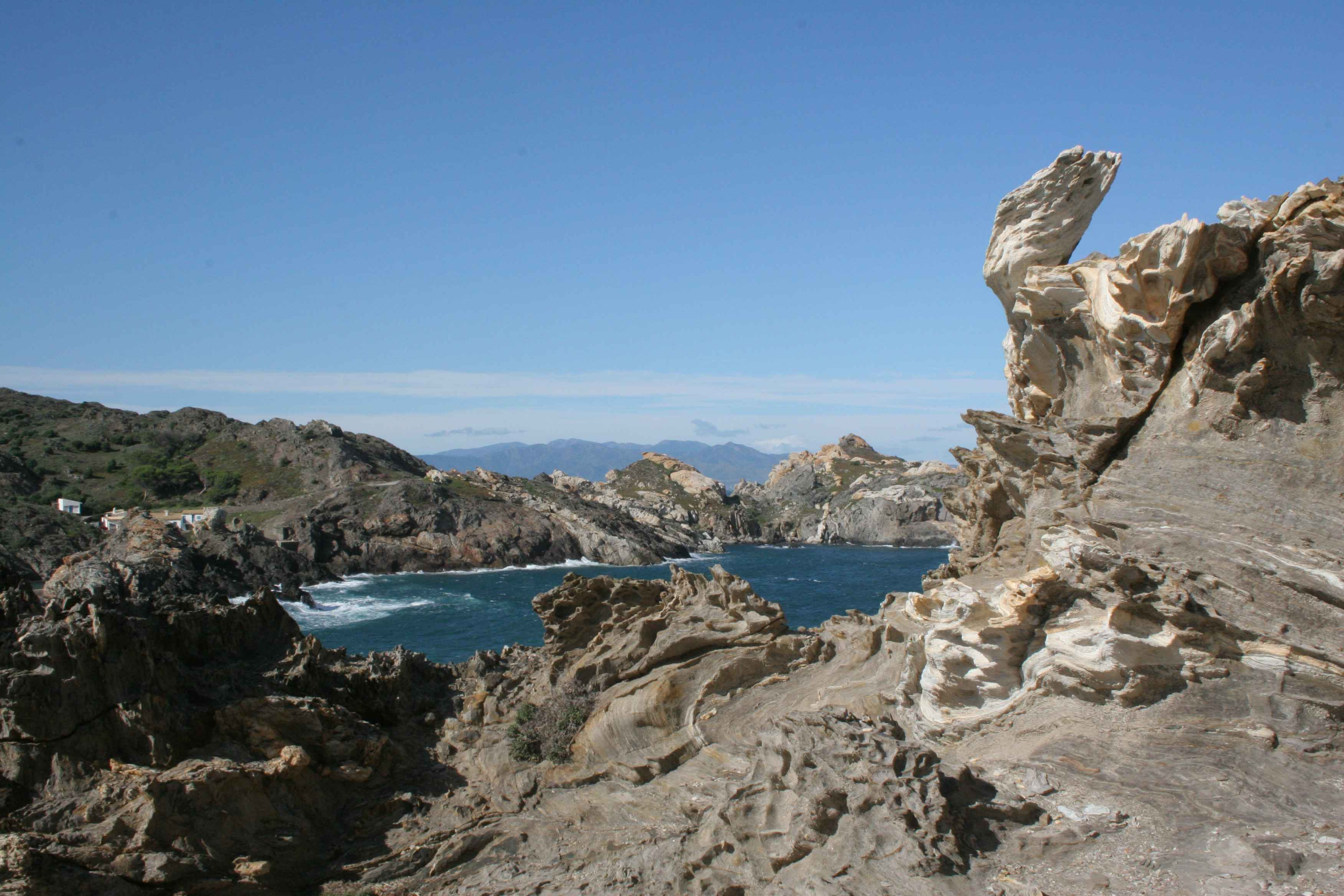
Costa Brava

A Costa Brava é a costa espanhola da província de Girona (na Catalunha) que se inicia na desembocadura de La Tordera (Blanes) e termina na região da Catalunha Norte, com mais de 200 km de costa. É limitada ao norte pela Costa Vermella e a sul pela Costa del Maresme.
O termo Costa Brava, foi publicado inicialmente na La Veu de Catalunya no dia 12 de setembro de 1908 por Ferran Agulló. Este autor refere-se à sua paisagem agreste, com muitas rochas.
Graças à sua geomorfologia, muitas das áreas de paisagem originais permanecem com relativamente pouca pressão de urbanização e a salvo de especulação, pois o terreno é muito acidentado e de construção difícil. Pelo contrário, arranha-céus e hotéis de arquitetura funcionalista das décadas de 1960 e 1970 foram construídos junto a algumas das praias e nas partes planas da costa tirando muito do seu encanto "bravo" para muitos.